# Bila Cerkva
Bila Cerkva (česky Bílá Cerekev, ukrajinsky Бі́ла Це́рква; rusky Бе́лая Це́рковь; polsky Biała Cerkiew; latinsky Bialoquerca) je historické okresní město, které je součástí historického území Porossí a je také sídlem bělocerkevského okresu a zároveň největším městem kyjevské oblasti na střední Ukrajině. Město je největším městem Kyjevské oblasti, neboť Kyjev, přestože v něm sídlí administrativa, do oblasti nespadá. Město se nachází asi 90 km jižně od Kyjeva na řece Ros, a bylo založeno roku 1032. V současné době zde žije asi přibližně 209 tisíc obyvatel.

## Historie

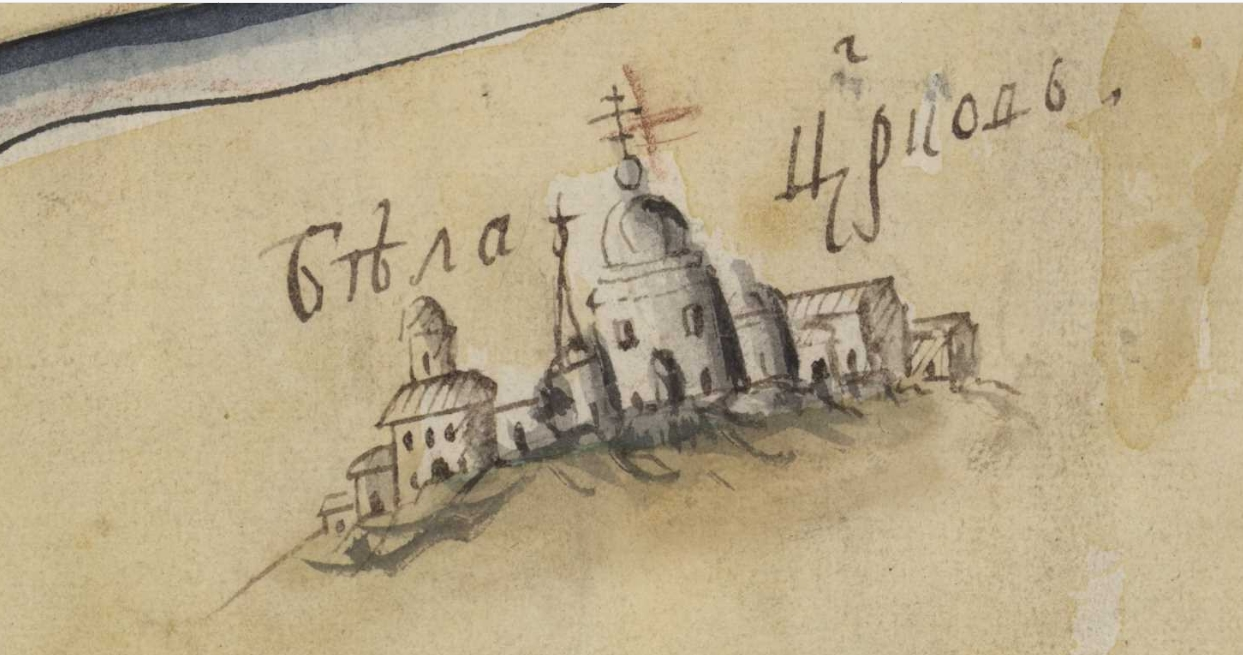
Bila Cerekva, perokresba na mapě Kyjevské gubernie z 18. století

Bílou Cerkvu založil roku 1032 kyjevský kníže Jaroslav I. Moudrý při řece Ros. Sídlo je písemně zaznamenáno v letopisech podle chrámu sv. Jiří jako Jurjev, podle jeho bílých stěn pak bylo nazýváno Bílý kostel, tj. Bila Cerkva. Kamenné základy byzantského chrámu byly archeologicky ověřeny, stejně jako další nálezy na Zámecké hoře, která byla vyhlášena národní kulturní památkou Ukrajiny.
Od roku 1363 sídlo patřilo k Litevskému velkoknížectví, od roku 1569 Polsko-Litevské unii. V roce 1651 zde byla podepsána mírová smlouva mezi Polskem a ukrajinskými kozáky vedenými Bohdanem Chmelnickým. V roce 1589 získala obec Magdeburská městská práva. Již 3. dubna 1596 nedaleko odtud u Ostrého kamene porazila polská armáda kozácké vojsko, vedené Matvijem Savulou.
Po třetím rozdělení Polska v roce 1795 se město dostalo pod vládu Ruské říše. V 19. století byla Bílá Cerkva významným tržním městem.
V roce 1812 sem přišel francouzský voják a chirurg Napoleonovy armády Dominique Pierre de la Flise (1787-1861), který se zde usadil, oženil a žil pod pseudonymem Demjan Petrovič De la Fliz. Na svých četných etnografických výpravách kreslil a sestavil ilustrovaný atlas.
Během 2. světové války (16. července 1941 – 4. ledna 1944) byla Bila Cerkva okupována německou armádou.  21.–22. srpna 1941 zde jednotky nacistického Německa Einsatzgruppen zmasakrovaly místní židovskou populaci.  Dne 4. ledna 1944 byla  Bila Cerkva (Bílá Cerekev) v rámci  Žytomyrsko-berdyčevské operace osvobozena jednotkami 1. československé samostatné brigády. 
Za Sovětského svazu se Bílá Cerkva stala velkým městem a významným centrem strojírenského průmyslu a stavebnictví.

## Pamětihodnosti

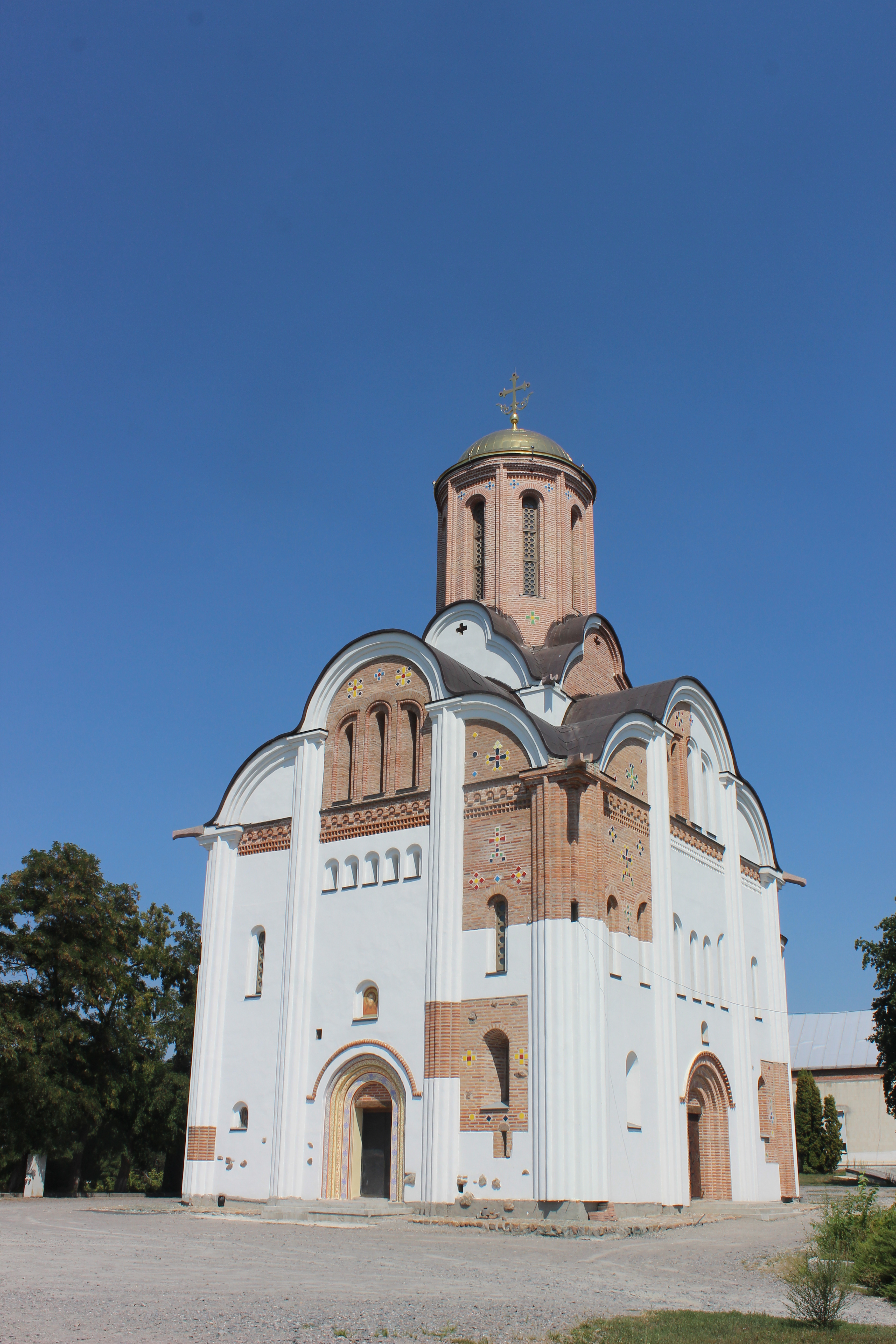
Nejstarší chrám sv. Jiří

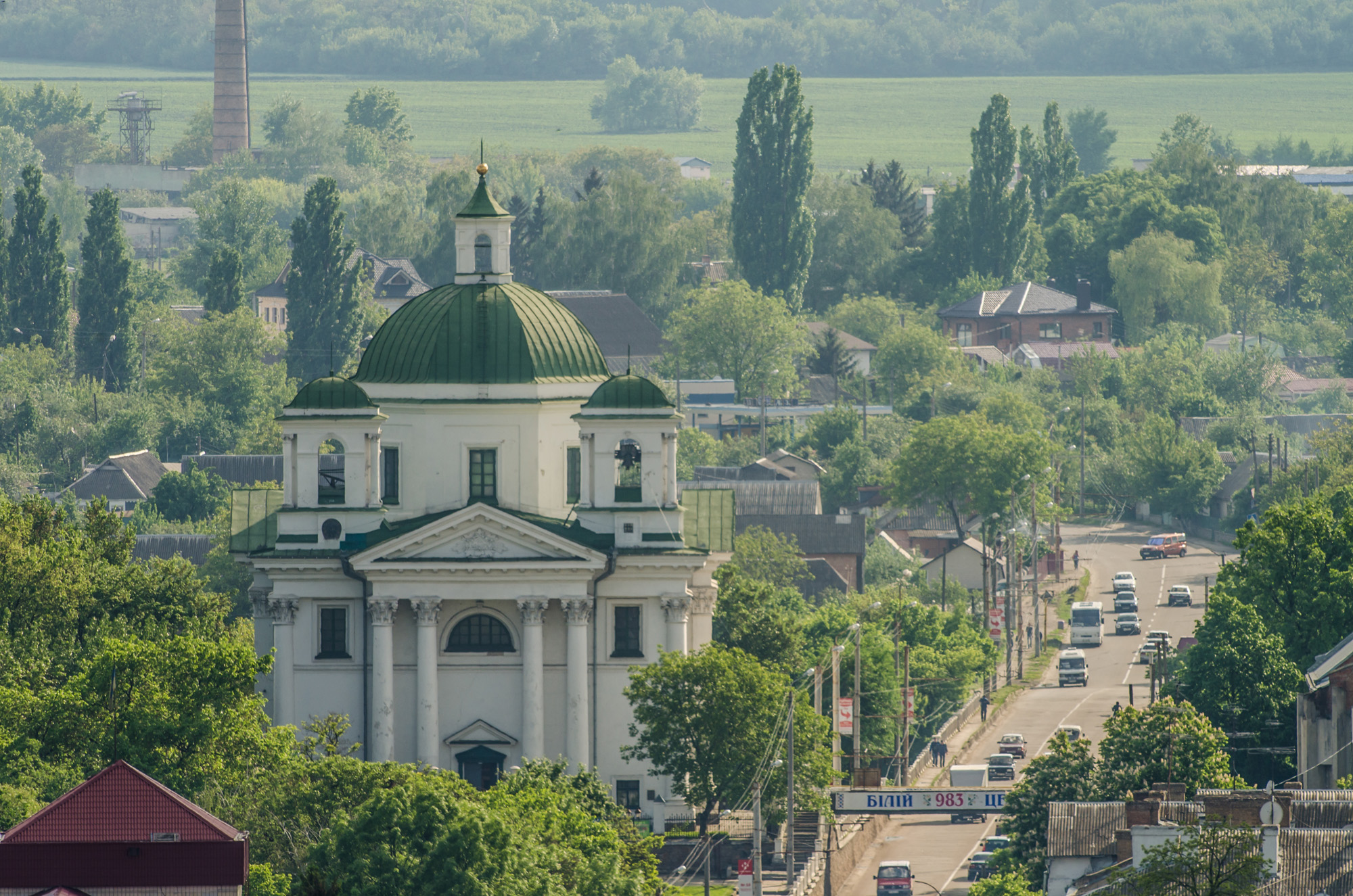
Kostel sv. Jana Křtitele

- Zámecká hora (Замковa горa) - archeologická lokalita raného středověku se základy raně středověkého hradiště, přebudovaného na pevnost s kostely sv. Jiří a sv. Jana Křtitele
- Kostel sv. Jiří byzantského typu
- Kostel Proměnění Páně (foto v infoboxu)
- klasicistní kostel sv. Jana Křtitele na Zámecké hoře
- Velká synagoga z poloviny 19. století
- klasicistní Zimní palác[1]

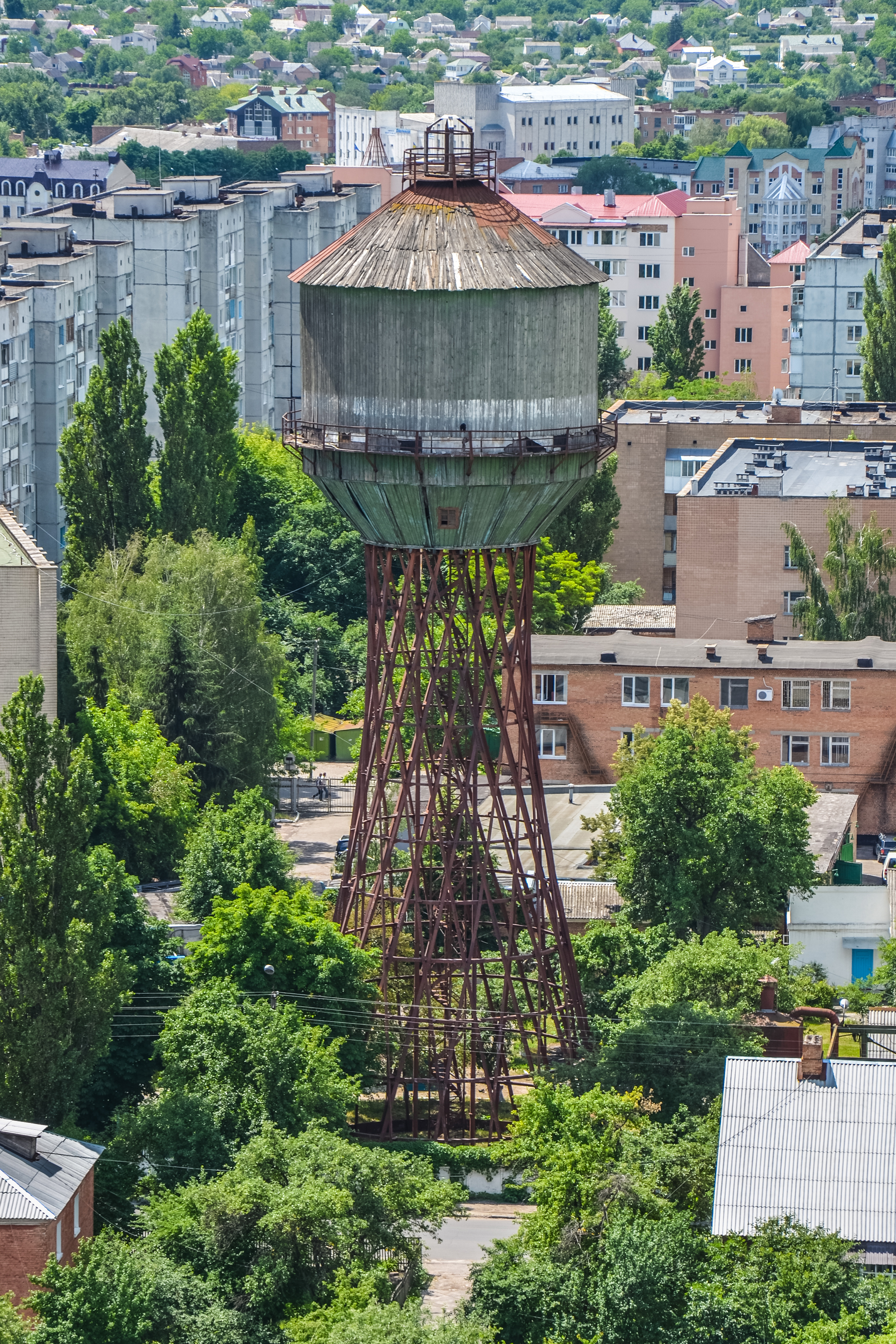
Šuchovova vodárenská věž

- Vodárenská věž postavená podle projektu Vladimira Šuchova
- jižně od města je pomník a společný hrob vojáků 1. československé samostatné brigády.[7]

## Osobnosti
- Ljudmila Pavličenková – sovětská odstřelovačka Velké vlastenecké války. Se 309 zabitými patří k nejlepším vojenským odstřelovačkám všech dob.
- David Bronštejn – velmistr, finalista mistrovství světa v šachu
- Eugène Deslaw – francouzský filmový režisér
- Andrzej Klimowicz – odbojář, příslušník podzemního hnutí Żegota, Spravedlivý mezi národy
- Alexandr Medveď – sovětský běloruský zápasník
- Pavel Popovič – ukrajinský sovětský kosmonaut, dvojnásobný Hrdina Sovětského svazu
- Anna Ulitko – dánská přírodovědkyně
- Jurij Zagorodnyj – fotbalista
- Róża Czacka – polská řeholnice a zakladatelka řeholní kongregace Sester františkánek služebnic Kříže